# Municipio de Chiconcuac
El municipio de Chiconcuac es un municipio mexicano en el noreste del Estado de México, dentro del valle de México.

## Toponimia
Su nombre proviene de las raíces nahuas chicome- ‘siete’, -coatl ‘culebra’/‘serpiente’ y -c ‘lugar’: «lugar las siete culebras/serpientes».

## Localización
Limita al norte con los municipios de Tezoyuca y Chiautla; al poniente con San Salvador Atenco; al sur con Texcoco y al oeste con Chiautla.

## Datos básicos
- En el municipio existen 27 692 habitantes según el censo del Instituto Nacional de Estadística, Geografía e Informática del año 2020.[5]
- Su extensión territorial es de 7.57 km².

## Cultura
Los habitantes tienen acceso al acervo bibliográfico mediante la Biblioteca pública Lic. Benito Juárez, el municipio cuenta con un auditorio:
•Auditorio Chiconcuac 
Y la Casa de Cultura Chiconcuac

## Escudo
El primero de marzo de 1974, el ayuntamiento, previo concurso, eligió el escudo oficial de Chiconcuac creado por el C. Severiano García Delgado inspirado en plasmar las actividades de Chiconcuac y cuya descripción es la siguiente:
El escudo del municipio de Chiconcuac se compone de un círculo central con la leyenda que reza "Municipio libre y soberano Chiconcuac de Juárez, Estado de México", dicho círculo enmarca parte de simbolismos de su artesanía como son un saltillo al pie de un quesquemel vistiendo a una víbora central que emerge de la parte central del círculo hacia arriba traspasándolo y complementando a otras seis cabezas de serpientes a manera de diadema para dar lugar así, a la descripción etimológica del significado del municipio es decir "Chiconcuac, lugar de serpiente de siete cabezas".  Todo esto sostenido en dos agujas de tejer cruzadas en la parte inferior a manera de soporte de dicho escudo.

## Comunidades del municipio de Chiconcuac
Tradicionalmente solo se distinguían tres pueblos, el de San Pablito Calmimilolco y el de Santa María y el pueblo de San Miguel donde se asentó la cabecera municipal; este último se dividía anteriormente en 4 manzanas (Teutlalpan, Zapotlan, Tecpan y San Diego), y cada pueblo estaba rodeado por sus respectivas zonas ejidales.  En San Pablito al norte y al sur del mismo, en Santa María al norte, y en San Miguel hacia el oriente y hacia el sur.  Sin embargo debido al crecimiento urbano, estas zonas ejidales se han ido incorporando poco a poco hacia los pueblos quedando, en el caso del pueblo de San Miguel, divididos en colonias.
La siguiente imagen se encuentra orientado correctamente de norte a sur, describiremos a las comunidades diferenciadas por el color que tienen.  Así tenemos que al poniente se encuentra el pueblo de San Pablito Calmimilolco con sus ejidos (en color verde) colindando al poniente con el municipio de San Salvador Atenco y al norte con el municipio de Tezoyuca; al norte el pueblo de Santa María (en color azul) colindando con el municipio de Chiautla; rodeado por los demás pueblos y colonias, al centro se encuentra la colonia Emiliano Zapata (en color gris); al oriente la colonia Las Joyas (en color naranja) colindando con el municipio de Chiautla; al centro del municipio el barrio de San Diego (en color amarillo), también al centro el pueblo de San Miguel (en color rojo) colindando en una pequeña parte con el municipio de Chiautla; al sur del barrio de San Diego tenemos a la colonia El mamut (en color café) la cual debe al nombre a los restos de mamut encontrado cuando se estaban realizando las obras de drenaje, esta colonia colinda al sur con el municipio de San Salvador Atenco; hacia el sur de San Miguel tenemos al barrio de San Pedro (en color azul cielo) colindando al poniente con el municipio de San Salvador Atenco, al sur con el municipio de Texcoco y al oriente con el municipio de Chiautla; y finalmente al sur la colonia Xolache - Xala (en color rosa) rodeado totalmente con el municipio de Texcoco y en donde actualmente se encuentra constituido el Colegio de Estudios Superiores del Estado de México CESEM.
Pueblo de San Pablito Calmimilolco, Pueblo de Santa María Chiconcuac, Pueblo de San Miguel Chiconcuac, Barrio de San Diego, Barrio de San Pedro, colonia Emiliano Zapata, colonia Las Joyas, colonia El mamut y colonia Xolache - Xala

## Economía local
Hasta mediados del siglo XX, Chiconcuac era un pueblo poco conocido, cuya economía se basaba en la agricultura y el tejido de cobijas y suéteres de lana elaborados con técnicas ancestrales.
En 1968, con la recién construida carretera Texcoco-Chiconcuac y la publicidad que se realiza en los medios masivos de comunicación por el primer centenario del municipio y el paso del “Fuego Olímpico”, se logra la proyección del municipio a nivel nacional e internacional, iniciándose el auge económico y comercial de Chiconcuac.

### Cronología de los presidentes municipales
Petronilo Salazar 1940-1941
J. Pilar Buendia Yescas 1942-1943
J. Cruz Pilón 1944
Miguel Sánchez 1946-1947-1948
Carlos Arévalo Morales 1949
Francisco Delgado 1950-1951
Juan Palomo 1952-1954
Silverio Delgado de la Cruz 1955-1957
Antonio Velasco 1958-1960
Arnulfo González de la Cruz 1961-1963
Jesús Castillo 1964-1966
Miguel Salazar 1967-1969
Ángel Laredo 1970-1972
Javier Bojorges 1973-1975
Pantaleón Galván Baños 1976-1978
Enrique Delgado Hernández 1979-1981
Francisco Cervantes Bojorges 1982-1984
Abelardo Venado Orozco 1985-1987
Joel Félix Arévalo 1988-1990
Simón Soriano Padilla 1991-1993
Alberto Montiel Galicia 1994-1996
Germán Venado Gutiérrez 1996 - 2000
Gabriel de la Cruz Soriano 2000-2003
Mauro Rodríguez Yescas 2003-2006
Luciano Castillo Rodríguez  2006-2009
Efrén Gonzales Delgado 2009- 2012
Jorge Alberto Galván Velasco  2012- 2015
Rigoberto Flores Sánchez 2016 - 2018
Agustina Catalina Velasco Vicuña